# (1712) Angola
(1712) Angola est un astéroïde de la ceinture principale.

## Description
(1712) Angola est un astéroïde de la ceinture principale. Il fut découvert le 28 mai 1935 à Johannesbourg par Cyril V. Jackson. Il présente une orbite caractérisée par un demi-grand axe de 3,17 UA, une excentricité de 0,15 et une inclinaison de 19,4° par rapport à l'écliptique.

## Nom
(1712) Angola porte le nom de l'Angola, depuis son indépendance en 1975 un État, situé dans le sud-ouest de l'Afrique. La citation de nommage indique en effet :

« Nommé d'après l'État sur la côte sud-ouest de l'Afrique. »

— Minor Planet Circular 5183,

## Compléments